# Stelling van Menelaos

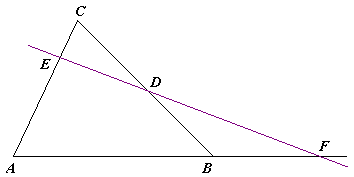
1e geval
De lijn snijdt de driehoek.

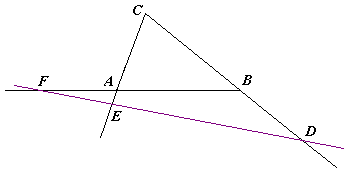
2e geval
De lijn gaat niet door de driehoek.

De stelling van Menelaos of stelling van Menelaüs, toegeschreven aan Menelaos van Alexandrië is een stelling over driehoeken. Gegeven zijn een driehoek ABC en punten D, E en F die respectievelijk op de zijden BC, AC en AB liggen. De stelling zegt over D, E en F, dat de drie op één lijn liggen, dan en slechts dan als
{\displaystyle {\frac {AF}{FB}}\cdot {\frac {BD}{DC}}\cdot {\frac {CE}{EA}}=-1}
Hierbij moeten de drie verhoudingen opgevat worden als verhoudingen van evenwijdige vectoren. Zo is {\displaystyle {\frac {AF}{FB}}} de verhouding  van {\displaystyle {\overrightarrow {AF}}} en {\displaystyle {\overrightarrow {FB}}}. Die verhouding is positief als F tussen A en B ligt, en negatief als F buiten het lijnstuk AB ligt.

## Bewijs
Dit is een van de vele bewijzen van de stelling van Menelaos.
{\displaystyle \Rightarrow }
Het teken van de linkerkant van de vergelijking van de stelling is negatief: 
Lijn DEF snijdt de zijden een even aantal keren:
- ofwel twee keer om de driehoek in en weer uit te gaan,
- ofwel geen enkele keer als de lijn niet door de driehoek gaat.

Een oneven aantal van de drie quotiënten aan de linkerkant van de vergelijking is negatief, dus is het product negatief.
Het product heeft een absolute waarde van 1:
Construeer de lijnstukken van A, B en C loodrecht naar hun voetpunten op lijn DEF. Noem de lengtes van deze lijnstukken a, b en c. Door gebruik te maken van gelijkvormigheid, kunnen we de absolute waarde van linkerkant van de vergelijking schrijven als
{\displaystyle \left|{\frac {a}{b}}\cdot {\frac {b}{c}}\cdot {\frac {c}{a}}\right|=1}
{\displaystyle \Leftarrow }
Bewijs uit het ongerijmde, dat als de vergelijking van de stelling klopt, D, E en F op één lijn liggen.
Laat F'  een tweede punt op AB zijn, verschillend van F en noem de lengtes AF=n, AF' = n' en AB=s.
Stel dat F'  ook voldoet aan de vergelijking van de stelling. Dan hebben de breuken een gelijke waarde:
{\displaystyle {\frac {AF}{FB}}={\frac {AF'}{F'B}}}
{\displaystyle {\frac {n}{s-n}}={\frac {n'}{s-n'}}}
waaruit volgt dat n = n'. 
Met D en E vast is er dus hoogstens één punt op AB, dat aan de vergelijking van de stelling kan voldoen. Er moet dan een punt F zijn, dat AB in lijnstukken van de benodigde verhouding verdeelt. Met D, E en F op één lijn, voldeden ze aan de vergelijking. Dus kan F alleen voldoen aan de vergelijking, als het op de lijn DE ligt.
Dezelfde redenering gaat voor D en E op.